# Eleccions al Parlament Basc de 1986
Les Eleccions al Parlament Basc de 1986 se celebraren el 30 de novembre de 1986. Amb un cens d'1 660 143 electors, els votants foren 1 155 815 (69,62%) i 504 328 les abstencions (30,37%). El PNB fou la força més votada, però el PSE-PSOE obtingué més escons. Davant la manca d'acord amb el nou partit de Carlos Garaikoetxea, després d'un pacte entre PSE-PSOE i PNV va ser investit lehendakari José Antonio Ardanza Garro gràcies als vots de CDS. Els diputats d'Herri Batasuna, tot i l'augment de vots van decidir no ocupar els seus escons.

## Resultats
- Els resultats foren:

| ← Eleccions al Parlament Basc, 1986 → |         |       |        |
| Partit                                | Vots    | %     | Escons |
| EAJ-PNV                               | 271 208 | 23,71 | 17     |
| PSE-PSOE                              | 252 233 | 22,05 | 19     |
| Herri Batasuna                        | 199 900 | 17,47 | 13     |
| Eusko Alkartasuna                     | 181 175 | 15,84 | 13     |
| Euskadiko Ezkerra                     | 124 423 | 10,88 | 9      |
| Coalició Popular                      | 55 606  | 4,86  | 2      |
| CDS                                   | 40 445  | 3,54  | 2      |
| Ezker Batua                           | 6 750   | 0,59  | 0      |
| PCE – EPK                             | 5 675   | 0,50  | 0      |
| PST                                   | 2 925   | 0,25  | 0      |
| Partido Humanista                     | 1 400   | 0,12  | 0      |
| POSI                                  | 1 190   | 0,10  | 0      |
| Unidad Popular Republicana            | 1 102   | 0,10  | 0      |

A part, es comptabilitzaren 5 003 (0,43%) vots en blanc.